# Філіпп Еріа
Філі́пп Еріа́ (фр. Philippe Hériat; справжнє ім'я Раймон Жерар Пейель, фр. Raymond Gérard Payelle; 15 вересня 1898, Париж — 10 жовтня 1971, там же) — французький прозаїк, драматург і актор.

## Біографія
Еріа народився 15 вересня 1898 у Парижі. Син М. Пайєля, президента Рахункової палати Франції. Праправнук Зюльма Карро, найближчої подруги Оноре де Бальзака.
Еріа воював під час Першої світової війни, після повернення до мирного життя знімався в кіно, потім звернувся до літератури. Вже за перший роман, «Невинний» (1931), отримав престижну Премію Ренодо.
Помер Еріа 10 жовтня 1971 Парижі. Похований на кладовищі Пер-Лашез.

## літературні нагороди
- 1931 — Премія Ренодо за роман «Невинний»
- 1939 — Гонкурівська премія за роман «Зіпсовані діти»
- 1947 — Велика премія Французької академії за роман «Сім'я Буссардель»

## Вибрана фільмографія
- 1921 — Ельдорадо — Жоао
- «Чудо вовків» (1924) — Трістан л'Ерміт
- 1927 — Наполеон (1927) — Антоніо Салічетті
- «Наполеон на острові Святої Єлени» (1929) — генерал Бертран
- «Чарівна життя Жанни Д'Арк, дочки Лотарингії» (1929) — Жиль де Рей
- «Наполеон Бонапарт» (1935) — Салічетті
- «Лукреція Борджіа» (1935) — Філіппо, скульптор-коханець
- «Бонапарт і революція» (1971) — Салічетті